# Marie-Luise Favreau-Lilie
Marie-Luise Favreau-Lilie (* 8. Oktober 1948 in Cuxhaven) ist eine deutsche Historikerin.

Marie-Luise Favreau-Lilie wurde nach einem Studium der Geschichte 1972 an der Universität Kiel promoviert und arbeitete von 1975 bis 1983 an dieser Universität. Am Lehrstuhl für Mittlere und Neuere Geschichte bei Hans Eberhard Mayer wirkte sie als wissenschaftliche Mitarbeiterin im Editionsprojekt Urkunden der Kreuzfahrerkönige von Jerusalem und wurde 1976 zur wissenschaftlichen Assistentin ernannt. 1980 folgte die Ernennung zur Hochschulassistentin unter Berufung in das Beamtenverhältnis auf Zeit (C1), 1983 die Habilitation und die Lehrbefugnis für Mittlere und Neuere Geschichte in Kiel.
Im Jahr 1984 erfolgte die Umhabilitation an die Freie Universität Berlin. Sie nahm mehrere Gastprofessuren wahr, ab 1989 an der Universität Hannover, 1990 an der Freien Universität Berlin, 1999/2000 an der Universität Wien und ab 2000 erneut an der Freien Universität Berlin, an der sie als außerplanmäßige Professorin tätig ist. Ihre Forschungsschwerpunkte sind die Geschichte der Kreuzzüge und die Geschichte des Deutschen Ordens. Sie ist mit dem Byzantinisten Ralph-Johannes Lilie verheiratet.

## Schriften (Auswahl)
- Die Italiener im Heiligen Land vom Ersten Kreuzzug bis zum Tode Heinrichs von Champagne (1098–1197). Hakkert, Amsterdam 1989 (Universität Kiel, Habil.-Schrift, 1983).
- Studien zur Frühgeschichte des Deutschen Ordens (= Kieler historische Studien. Bd. 21). Klett, Stuttgart 1974 (Universität Kiel, Dissertation, 1972).